# الاتحاد الدولي للتايكواندو

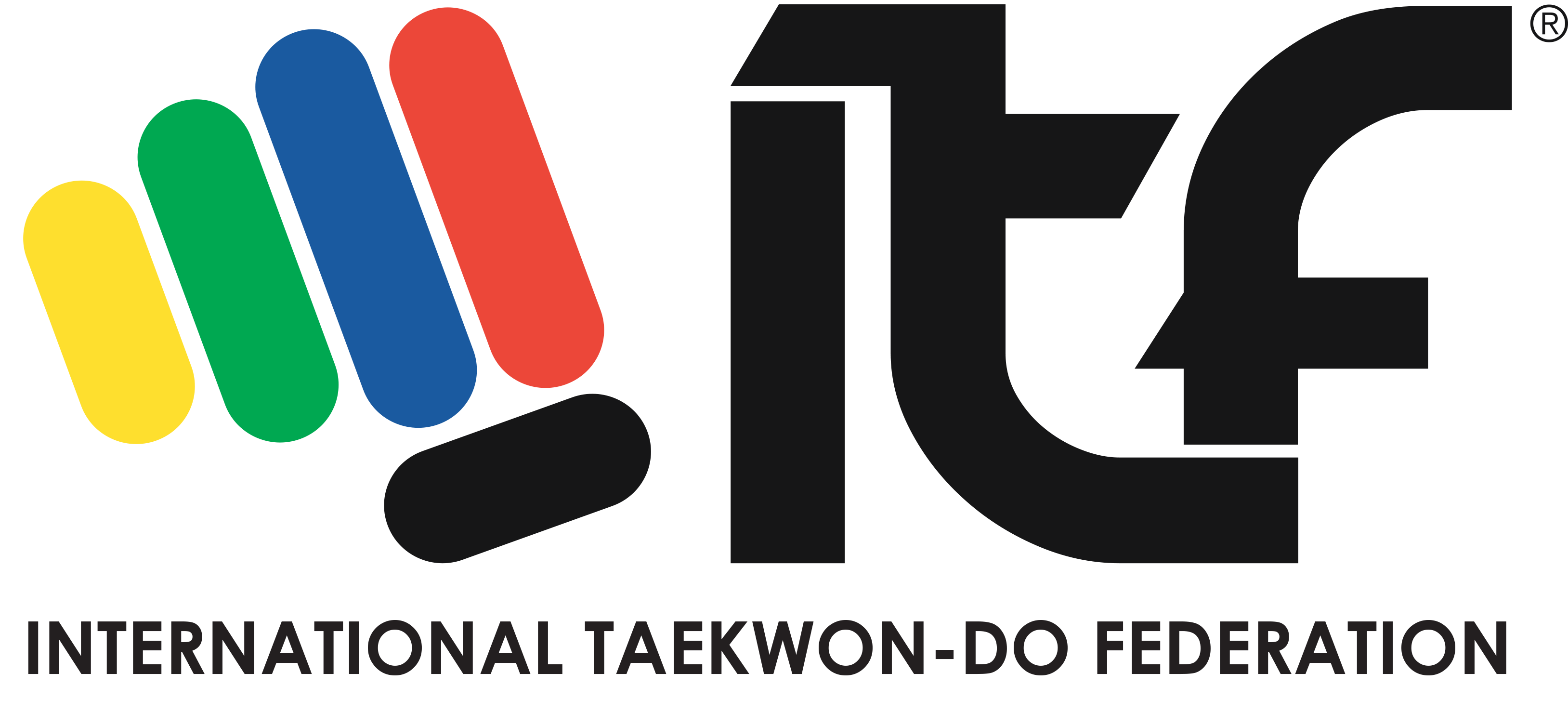
الاتحاد الدولي للتايكوندو في كوريا

الاتحاد الدولي للتايكوندو (بالإنجليزية: International Taekwon-Do Federation)‏ (اختصارًا: ITF) والذي تأسس في 22 مارس 1966 في سيول (جنوب) كوريا، من قبل الجنرال تشوي هونغ هاي، الذي طور Taekwon-Do ، للترويج لتدريس فنون الدفاع عن النفس.
في ذلك الوقت، شاركت تسعة بلدان: كوريا وفيتنام وماليزيا وسنغافورة وألمانيا الغربية والولايات المتحدة وتركيا وإيطاليا ومصر. يتم تدريس Taekwon-Do الآن في كل بلد تقريبًا في العالم، والجنرال Choi معروف بأنه والد Taekwon-Do.
الاتحاد الدولي للتايكوندو مسجل قانونياً في إسبانيا ومقره في بينيدورم.
مهمة
تتمثل مهمة الـ ITF في تمثيل وتعزيز والعمل على تطوير ممارسة Taekwon-Do في جميع البلدان من خلال:
تنسيق واعتماد أنشطة التايكوندو مثل المسابقات والندوات
وضع وإنفاذ معايير عالية الجودة للتقنية والتعليم
تحديد المنظمات المنتسبة والتعاون معها، مثل الاتحادات القارية، والجمعيات الوطنية، والجمعيات الوطنية المتحالفة،
تقديم المساعدة لمنظمات التايكوندو المحلية
شهادة لحاملي الحزام الأسود والمدربين الدوليين والحكام
القيم الأساسية
يدرك ممارسو Taekwon-Do (TKD) أنهم طلاب إلى الأبد مؤسسنا، الجنرال Choi Hong Hi. سيقوم الـ ITF والمنظمات التابعة له بتعزيز وتعزيز إرث الجنرال تشوي كما هو موضح في موسوعته للتايكوندو، ولا سيما الأنماط الأربعة والعشرون والفلسفة.
الـ ITF ينتمي إلى جميع أعضائه ؛ يجب أن تعمل لأعضائها ومع أعضائها لتقديم الخدمات التي يحتاجونها ويريدونها.
الـ ITF والمنظمات التابعة له منفتحة دائمًا على الاقتراحات المقدمة من الأعضاء وتشجيع الأفكار المبتكرة.
الـ ITF والمنظمات التابعة له يجب أن تظل خالية من أي تأثير سياسي.
جميع المؤهلات والعروض الترويجية داخل الـ ITF والمنظمات التابعة له ستنسب وفقا للجدارة وطبقا للمعايير الراسخة.
احترام السلطة الهرمية هو مبدأ مهم في جميع فنون الدفاع عن النفس. سيحترم جميع أعضاء الـ ITF أولئك الذين هم من كبار السن في المنظمة، وخاصة معلمهم. من ناحية أخرى، سيعامل كبار السن طلابهم والشباب الآخرين باحترام ونزاهة.
رؤية
في خطابه أمام الاجتماع الرابع عشر للكونغرس في وارسو (بولندا) في يونيو 2003 ، حدد رئيس الـ ITF المنتخب حديثًا، السيد تران تريو كوان الرؤية التي يمتلكها فريق الـ ITF الجديد للمنظمة. فيما يلي مقتطف من هذا الخطاب:
ITF Taekwon-Do هي رياضة وفنون قتالية وأسلوب حياة وأداة للتنمية الاجتماعية. كيف يمكننا العمل معًا من أجل التقدم على جميع الجوانب الأربعة